# Ochey-Thuilley
Ancienne commune de Meurthe-et-Moselle, la commune d'Ochey-Thuilley a existé de 1973 à 1987. Elle a été créée en 1971 par la fusion des communes d'Ochey et de Thuilley-aux-Groseilles. En 1987 elle a été supprimée et les deux communes constituantes ont été rétablies.